# ارين ليفينغستون
ارين ليفينغستون (بالإنجليزية: Warren Livingston)‏ هو لاعب كرة قدم أمريكية أمريكي، ولد في 5 يوليو 1938 في يوفاولا في الولايات المتحدة.

## وصلات خارجية
- ارين ليفينغستون على موقع مرجع كرة القدم المحترفة.كوم (الإنجليزية)